# Roberto Balocco
Roberto Balocco (Torino, 21 giugno 1941) è un cantante italiano, che si esprime in lingua piemontese.

## Biografia
Originario di una famiglia vercellese, fin da ragazzo ha studiato assieme al fratello Piergiorgio l'evoluzione della canzone popolare piemontese: dalle prime canzoni apprese attraverso le testimonianze dirette dei nonni e degli zii fino a quelle raccolte nelle piòle (osterie) di tutta Torino.
Questo lavoro lo ha portato a collaborare con Piero Novelli, giornalista dello storico quotidiano torinese Gazzetta del Popolo, assieme al quale scriverà le sue prime canzoni, fin dall'inizio definite della Piòla Neuva (nuova).
Roberto Balocco esordisce sul palco del Teatro Gobetti di Torino nel febbraio del 1965, quando, con la collaborazione dell'attrice Silvana Lombardo e la produzione dell'impresario teatrale Aldo Landi, terrà i suoi primi concerti. Qualche numero può ben inquadrare questa importante figura del panorama culturale piemontese. Centinaia e centinaia di spettacoli teatrali, da solo o accompagnato da tantissimi artisti: oltre ai già citati, vale la pena ricordare il pianista Luciano Sangiorgi, il Quartetto Cetra, l il Trio Giolo, la Camerata Corale La Grangia, il cabarettista Jean Porta, la Lippa Jazz Band e tanti altri. E poi 15 Lp usciti tra il 1965 ed il 1977 (più alcune antologie) pubblicati con la Fonit Cetra. E ancora 9 cd (dei quali il primo uscito nel dicembre del 1998) che hanno interrotto un lungo silenzio discografico durato una ventina d'anni ed usciti sotto l'etichetta della Libreria Piemontese di Torino.
Tra la fine degli anni '60 Roberto Balocco si produce in varie tournée anche all'estero dove riceve svariati premi a livello nazionale ed internazionale (Russia, Belgio,). Nel 1974 è a Canzonissima, come rappresentante del folk piemontese.
Chi conosce Roberto Balocco superficialmente, in generale lo cataloga come lo chansonnier del Tango dla sòma d'aj, di Neto Paracchi o di altre canzoni "leggere". In verità, con la collaborazione del fratello Piergiorgio (regista praticamente di tutti i suoi spettacoli) il suo lavoro è andato molto più in profondità nello studio della gente e della cultura piemontese. Questo lo si nota soprattutto nelle ultime pubblicazioni dal 2002 in avanti, quando sono usciti nell'ordine Cheur giojos ël cel l'agiuta – Omaggio ad Ignazio Isler (sicuramente il poeta più importante del '700 piemontese) e Le nòste canson, 36 canzoni popolari tra il '600 ed il '700. In questi cd si è avvalso della collaborazione di numerosi musicisti della prestigiosa Orchestra Sinfonica Nazionale della Rai. Questo lavoro di approfondimento del panorama musicale storico della regione ha visto nascere un nuovo capitolo il 12 ottobre del 2010, quando è uscito il cd Guarda 'l mond e fà d' canson: omaggio ad Angelo Brofferio. In questo lavoro Balocco ripropone (con la collaborazione musicale di Raf Cristiano al pianoforte e di Paolo Giolo al violino) 12 canzoni del celebre avvocato astigiano, protagonista indiscusso della storia ottocentesca piemontese.

## Discografia fondamentale

### 33 giri
- 1965: Le canssôn dla piòla (Fonit Cetra, LPP 35)
- 1965: Le canssôn dla piola 2 (Fonit Cetra, LPP 51)
- 1966: Le canssôn dla piola 3 (Fonit Cetra, LPP 69)
- 1967: Le canssôn dla piola 4 (Fonit Cetra, LPP 112)
- 1968: Le canssôn dla piola 5 (Fonit Cetra, LPP 126)
- 1968: Le canssôn dla piola: 5 anni di successi (Fonit Cetra, LPP 130); con Luciano Sangiorgi
- 1969: Le canssôn dla piola 6 (Fonit Cetra, LPP 141)
- 1970: Le canssôn dla piola 7 (Fonit Cetra, LPP 157)
- 1971: Le canssôn dla piola 8 (Fonit Cetra, LPP 175)
- 1972: Na sèira an piòla (Fonit Cetra, LPP 202; con Silvana Lombardo)
- 1975: Le nostre canssôn - Raccolta di canti popolari piemontesi vol. 1º (Fonit Cetra, LPP 284)
- 1975: Le nostre canssôn - Raccolta di canti popolari piemontesi vol. 2º (Fonit Cetra, LPP 285)
- 1975: Le nostre canssôn - Raccolta di canti popolari piemontesi vol. 3º (Fonit Cetra, LPP 286)
- 1976: La stòria a l'é bela, fa piasì contela (Fonit Cetra, LPP 321)
- 1977: 12 anni de la canssôn dla piòla vol. 1 (Fonit Cetra, LPP 338, Live)
- 1977: 12 anni de la canssôn dla piòla vol. 2 (Fonit Cetra, LPP 339, Live)

### 45 giri
- 1965: Speul nen meuire 'n drinta 'l Po/ Quand j'era giovo-J'era 'l di 'd Pasqua-Quand j'era giovo (Fonit Cetra, SPD 555)
- 1965: A cola quaja/ Ël canarin (Fonit Cetra, SPD 557)
- 1970: Al feu dla libertà (La ballata di Pietro Micca)/La marcia 'd Prinsi Tomà (Fonit Cetra, SPD 644)
- 1971: Tango Dla Soma D'Aj/La Famija Numerosa (Fonit Cetra, SPD 651)
- 1971: Ël truch a j'é/Cerea cavajer (Fonit Cetra, SPD 653)
- 1972: Quand ch'a taparo ij cioch/ La mia tòla (Fonit Cetra)

### CD
- 1998: Canson e Tradission: dal 1600 a le canson dla piòla (Libreria Piemontese, LPGP0001/0002 doppio cd, Live)
- 1999: La stòria a l'é bela... (Libreria Piemontese, LPGP003)
- 1999: Le canson dla piòla: la veja piòla (Libreria Piemontese, LPGP004, ristampato LPAV005)
- 2000: Le canson dla piòla: la piòla neuva 1 (Libreria Piemontese,LPAV001)
- 2000: Le canson dla piòla: la piòla neuva 2 (Libreria Piemontese, LPAV002)
- 2002: Cheur giojos ël cel l'agiuta Omaggio ad Ignazio Isler (Mùsica Nòsta - Libreria Piemontese, MNLP001)
- 2007: Le nòste canson: da Ambrogio e Lièta a la Corenta(Mùsica Nòsta - Libreria Piemontese, LPAV003)
- 2007: Le nòste canson: da L'amante confessor a Magna Gioana (Mùsica Nòsta - Libreria Piemontese, LPAV004)
- 2010: Guarda 'l mond e fà d' canson: omaggio a Angelo Brofferio  (Mùsica Nòsta - Libreria Piemontese LPAV006)

### Antologie
1. Për dësmentié ij sagrin (antologico), Lp Cetra, 1974